# Shangri-La (fictieve plaats)
Shangri-La is de naam van het aardse paradijs uit de roman Lost Horizon, dat in 1933 geschreven is door de Engelse romanschrijver James Hilton. Dit boek is in 1937 en in 1973 verfilmd. Het gaat over vier Britten die een vliegtuigongeluk overleven en terechtkomen in een klooster aan de voet van de Tibetaanse berg Karakal. Het overweldigend mooie klooster draagt de naam Shangri-La. Shangri-La is synoniem geworden voor het aards paradijs, maar specifiek ook voor het beeld van een utopie in de Himalaya. Het verhaal van Shangri-La is gebaseerd op het idee van Shambhala, een mystieke stad volgens Tibetaans-boeddhistische traditie.
Veel plaatsen zijn genoemd als mogelijke oorsprong van het Shangri-La-verhaal, met name om zo veel toeristen naar het gebied te kunnen trekken. De Chinese stad Zhongdian  mag zich sinds 2001 officieel Shangri-La noemen. 

## Lost Horizon
Het volgende boek en de films verschenen van Lost Horizon:
- Lost Horizon (1933), het boek van James Hilton
- Lost Horizon (1937), film van Frank Capra
- Lost Horizon (1973), film van Charles Jarrott

## Verwijzingen in populaire cultuur
Shangri-La wordt sinds het uitkomen van het boek op allerlei manieren overdrachtelijk gebruikt als benaming voor een paradijselijk oord. Voorbeelden van muzikanten die zich hebben laten inspireren zijn:
- Electric Light Orchestra met Shangri-La
- The Kinks met Shangri La
- Costa Cordalis met Shangri La
- Jack Jersey met Sri Lanka my Shangri-La
- Gerard Joling met Shangri-La
- Grandaddy met Shangri-La
- VIXX met Shangri-La
- Mark Knopfler noemde zijn vierde soloalbum Shangri-La
- The Rutles met Shangri-La
- Mother Love Bone met This is Shangri-La
- Jake Bugg noemde zijn tweede album Shangri La
- Digitalism heeft een nummer genaamd Shangri-La
- Die Heuwels Fantasties hebben een nummer met de naam Shangri-La
- Sylvie Kreusch met Shangri-La
- Mac Miller met Shangri-La

De Shangri-Las waren een legendarische damesgroep die classics opnamen als Leader of the pack.
Ook computerspellen bevatten verwijzingen naar Shangri-La. Far Cry 4 heeft meerdere missies waarbij je naar de fictieve stad Shangri La reist. Call of Duty: Black Ops en Call of Duty: Black Ops III bevatten de kaart Shangri-La, waarop de speler tegen zombies vecht.
Het bordspel De bruggen van Shangrila heeft als setting ook Shangri-La.

## Trivia
- Camp David heette oorspronkelijk Shangri-La. Volgens de Amerikaanse president Franklin Delano Roosevelt waren de bommenwerpers die Tokio in april 1942 bombardeerden, opgestegen in Shangri-La. Deze uitspraak greep hij in een primair radio-interview uit de lucht om de Japanse 'medeluisteraars' te misleiden. In werkelijkheid kwamen ze van het vliegdekschip USS Hornet. Door deze historische uitspraak werd een van de 22 vliegdekschepen van de Tweede Wereldoorlog Essex-klasse USS Shangri-La gedoopt.